# 147736 Raxavinic
147736 Raxavinic è un asteroide della fascia principale. Scoperto nel 2005, presenta un'orbita caratterizzata da un semiasse maggiore pari a 2,9079905 UA e da un'eccentricità di 0,2334169, inclinata di 9,35078° rispetto all'eclittica.
L'asteroide è dedicato ai tre figli e alla moglie dello scopritore: Rapha, Xavier, Vince e Nicole Bosmans. Il nome dell'asteroide è stato ottenuto giustapponendo le prime lettere del nome di ciascuno di essi.